# Murvica (otok)
Murvica je Srednjodalmatinski otočić, sjeverno od Drvenika Malog.
Na otoku je svjetionik "Otočić Murvica" s crvenim svjetlom, izgrađen 1896. godine.